# 801 (szám)
A 801 (római számmal: DCCCI) egy természetes szám.

## A szám a matematikában
A tízes számrendszerbeli 801-es a kettes számrendszerben 1100100001, a nyolcas számrendszerben 1441, a tizenhatos számrendszerben 321 alakban írható fel.
A 801 páratlan szám, összetett szám, kanonikus alakban a 32 · 891 szorzattal, normálalakban a 8,01 · 102 szorzattal írható fel. Hat osztója van a természetes számok halmazán, ezek növekvő sorrendben: 1, 3, 9, 89, 267 és 801.
Huszonnégyszögszám.
A 801 négyzete 641 601, köbe 513 922 401, négyzetgyöke 28,30194, köbgyöke 9,28704, reciproka 0,0012484. A 801 egység sugarú kör kerülete 5032,83143 egység, területe 2 015 648,988 területegység; a 801 egység sugarú gömb térfogata 2 152 713 119,3 térfogategység.

## Egyéb
IBM 801 ― az IBM nagy jelentőségű kísérleti processzora, amely egy 801-es számú épületről kapta az elnevezését